# بدشت
بدشت روستایی در دهستان حومه بخش مرکزی شهرستان شاهرود استان سمنان ایران که در زمان محمد شاه قاجار از روستاهای بین راهی تهران -مشهد- مازنداران بوده از نظر تقسیمات از روستاهای مازندران بوده است.

## جمعیت
بر پایه سرشماری عمومی نفوس و مسکن در سال ۱۳۹۵ جمعیت این روستا ۲۸۸ نفر (۱۰۵خانوار) بوده‌است.